# LXDE
LXDE (Lightweight X11 Desktop Environment), este un spațiu de lucru sau mediu desktop open source conceput pentru a funcționa pe sisteme de operare compatibile Unix, Linux, BSD, Solaris. Având un consum redus de resurse, este destinat sistemelor cu hardware mai vechi, cu performanță scăzută. 
LXDE este bazat pe meniuri simple și eficiente, bine organizate, și poate fi personalizat după preferințele utilizatorului. LXDE se aseamănă cu versiunile mai vechi de Windows (în special Windows XP), cu un singur panou în partea de jos a ecranului, ce conține un meniu.  
În 2013, dezvoltatorii LXDE au lansat un proiect în paralel prin cooperarea cu Razor-qt, un spațiu de lucru bazat pe Qt cu obiective similare cu LXDE. Cele două proiecte au decis să fuzioneze și să formeze LXQt.

## Programe componente
- GPicView
- Leafpad, editor de text
- LXAppearance
- LXDE Common
- LXDM
- LXLauncher
- LXPanel
- LXRandr
- LXSession
- LXSession Edit
- LXShortCut
- LXTask
- LXTerminal, terminal
- Menu-Cache
- Openbox- manager de ferestre
- PCManFM - manager de fișiere[2]

## Distribuții cu LXDE
Lubuntu (versiunea LXDE a Ubuntu), Peppermint OS și Knoppix sunt distribuții care oferă LXDE ca spațiu de lucru standard.
LXDE este disponibil și în multe alte distribuții Unix, BSD și Solaris:
Arch Linux, Debian, Fedora, Gentoo, Mageia, Manjaro, Mint, PCLinuxOS, Peppermint OS, Slackware, SUSE, Ubuntu, Vector Linux, Zenwalk

## Galerie de imagini

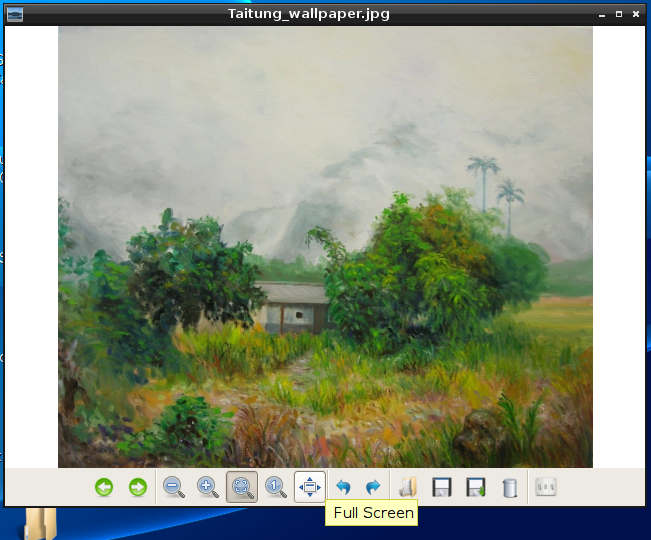
GPicView
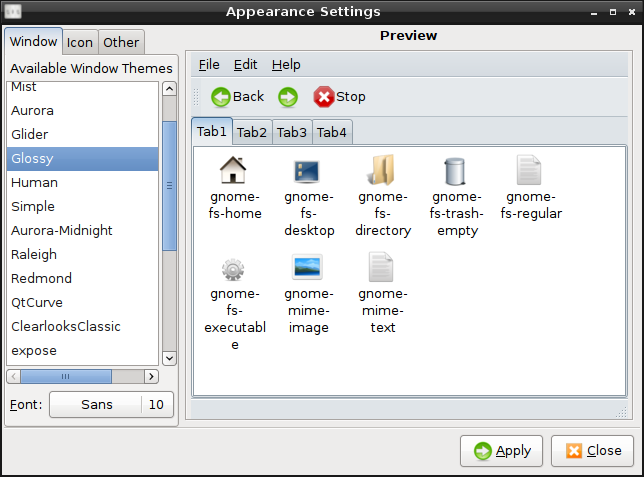
LXAppearance
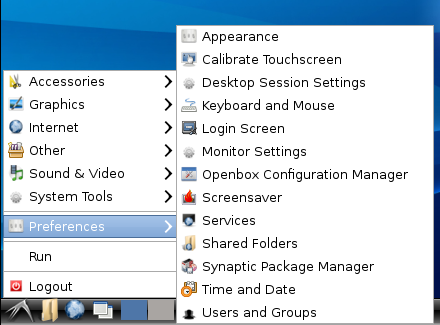
LXPanel
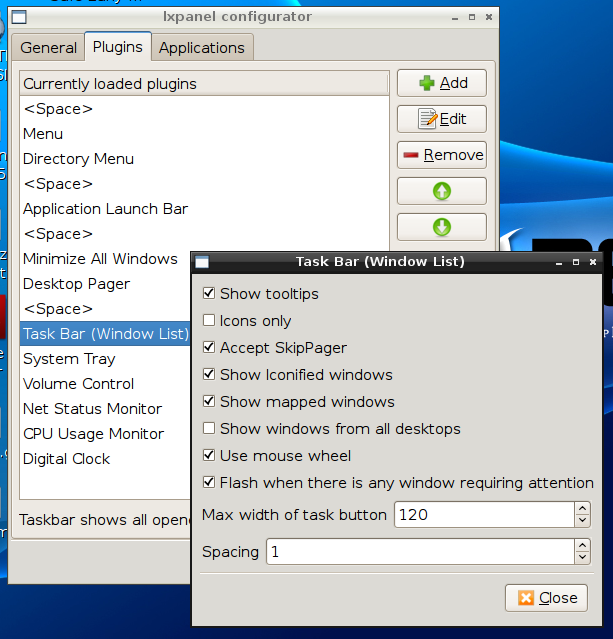
LXPanel
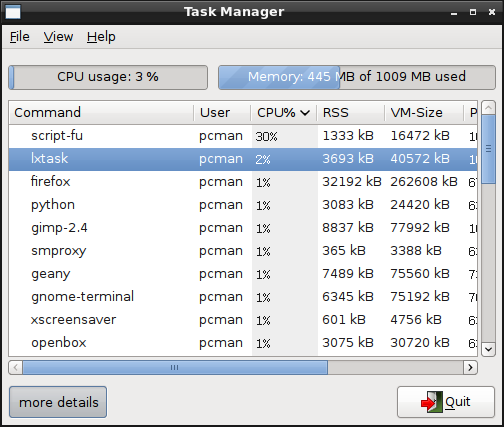
LXTask
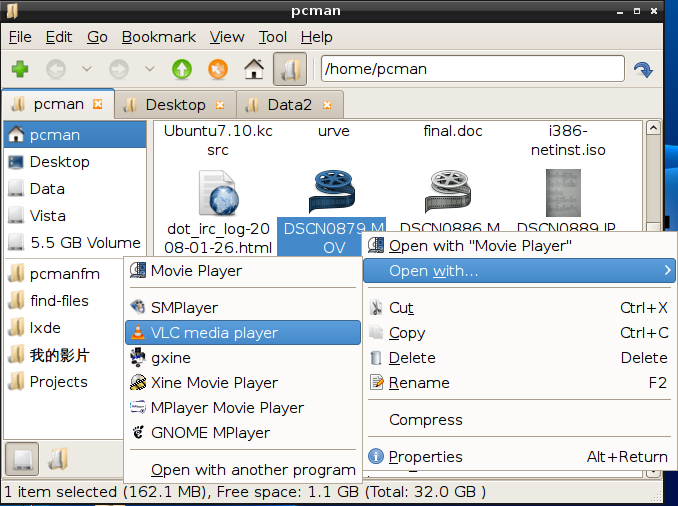
PCManFM